# 東濃鐵道
東濃鐵道株式會社（日语：／，英文：Tohnoh Tetsudou Co., Ltd. ）是一間於岐阜縣東南部（東濃地方）經營，名鐵集團旗下的巴士公司。通稱「東鐵巴士」，官方也會使用該通稱。
公司曾經經營兩條鐵路線，分別為笠原線和駄知線。在1978年前，兩條路線均被廢除。在廢除後，公司沒有改名，並且開始只經營巴士業務。
公司經營高速巴士路線，包括連接岐阜縣多治見市、可兒市至愛知縣名古屋市或東京都之間的路線。另外在岐阜縣多治見市、土岐市、瑞浪市、惠那市、可兒市、美濃加茂市、可兒郡御嵩町和加茂郡八百津町也有東鐵巴士路線。

## 歷史
- 1944年（昭和19年）3月1日 - 駄知線的前身駄知鐵道（日语：駄知鉄道）與笠原線的前身笠原鐵道（日语：笠原鉄道）等6間公司合併，東濃鐵道株式會社成立。同日起，公司開始經營笠原線（多治見站至笠原站4.9公里）和駄知線（土岐津站至東駄知站10.4公里）兩條鐵路線業務，以及周邊地區的巴士路線業務。
- 1949年（昭和24年）12月 - 開展租賃巴士業務。
- 1961年（昭和36年）[2] - 位於多治見站南口的「東鐵大廈」竣工。除了東鐵總部和巴士候車室遷進該處外，也有許多租戶進駐該大廈。
- 1971年（昭和46年）
  - 5月1日 - 透過第三方配資，名古屋鐵道注資至東濃鐵道，名古屋鐵道高層員工進駐東濃鐵道，成為名鐵集團成員之一。
  - 6月12日 - 隨著客量減少，笠原線的客運業務暫停，該線只剩下貨運業務。
- 1972年（昭和47年）7月13日 - 1972年7月暴雨（日语：昭和47年7月豪雨）使駄知線土岐市站至神明口站之間的土岐川鐵橋被沖毀。由於資金不足使修復變得困難，使駄知線暫停營業。
- 1974年（昭和49年）10月21日 - 暫停營業中的駄知線於今日全線（土岐市站 - 東駄知站10.4公里）廢除。
- 1978年（昭和53年）11月1日 - 笠原線（多治見站至笠原站4.9公里）被廢除，公司退出鐵路業務。
- 1996年（平成8年）12月 - 總部被遷移[3]。在1996年12月前，東鐵總部位於「東鐵大廈」。在總部遷移後，附屬公司和其他公司沒有跟隨遷往新總部。（多治見站前）

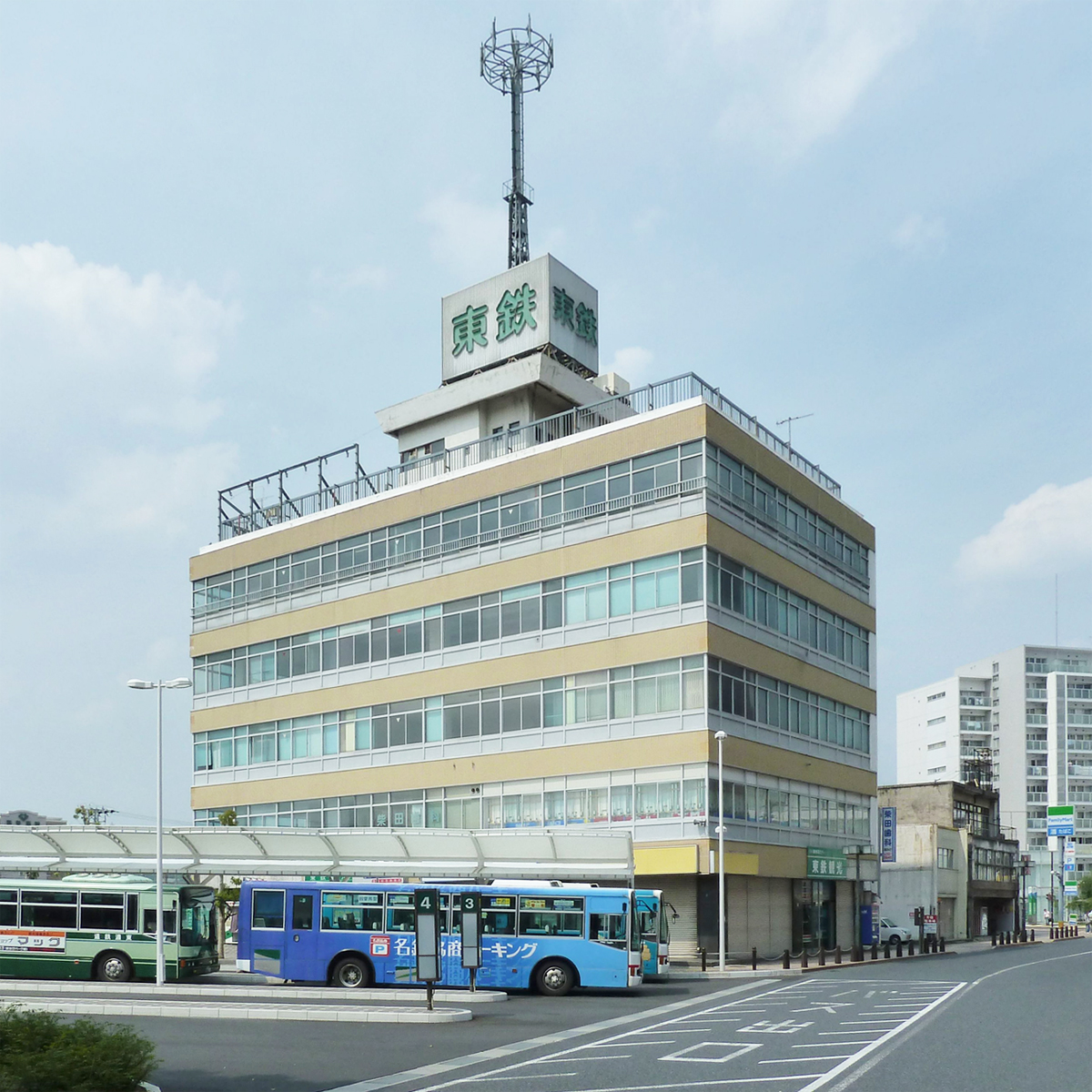
在1996年12月前，東鐵總部位於「東鐵大廈」。在總部遷移後，附屬公司和其他公司沒有跟隨遷往新總部。（多治見站前）

- 1997年（平成9年）3月 - 公司退出於愛知縣西加茂郡小原村（日语：小原村 (愛知県)）和東加茂郡旭町（日语：旭町 (愛知県東加茂郡)）（小原村和旭町現時變為豐田市一部分）的一般巴士路線業務[4]。
- 2001年（平成13年）10月20日 - 開始經營高速巴士路線。
- 2006年（平成18年）7月20日 - 開設連接新宿站至多治見市與可兒市之間的高速巴士路線。
- 2009年（平成21年）10月1日 - 西可兒至名古屋線開始獨營。
- 2013年（平成25年）4月1日 - 也是名鐵集團之一的北惠那交通把觀光巴士業務轉讓給東濃鐵道。
- 2019年（平成31年）3月31日 - 深夜巴士被廢除（White Town線、都市之間高速 可兒多治見〜名古屋線）
- 2019年（令和元年）
  - 9月30日 - 土岐營業所（土岐市駄知町）與多治見營業所（多治見市笠原町）合併。
  - 6月1日 - 中央Liner可兒號實施時間表修正，以及被委托營運JR巴士關東的班次。
- 2020年（令和2年)　10月1日 - 收購合併東鐵觀光株式會社。
- 2021年（令和3年)　
  - 3月8日 - 開始發售「東鐵1日乘車券」。
  - 4月1日 - 中央Liner可兒號夜行班次改名為Dream可兒號，並且開始駛入至可兒站前及延伸至東京站八重洲口。
  - 7月3日 - 由名鐵巴士（日语：名鉄バス）營運的名古屋·土岐線改為由東濃鐵道營運，路線名稱改為名古屋 - 土岐Premium Outlets線[5]。
  - 10月1日 - 土岐Plasma Research Park線（土岐市站前〜土岐Plasma Research Park）改名為土岐Premium Outlets線。在2022年3月尾前，試驗把路線駛入Terrace Gate土岐。
  - 10月9日 - 在指定日期開設一日數班巴士路線「東鐵Rare Bus Rally」。
- 2022年（令和4年）
  - 5月28日 - 為了紀念東濃鐵道駄知線（前駄知鐵道）開業100周年。於駄知鐡道廢線遺址舉行步行活動、巴士攝影會和巴士用品販賣活動。
  - 7月1日 - 名鐵集團旗下的巴士業務重組，成立中間控股公司「名鐵集團巴士控股（日语：名鉄グループバスホールディングス）」，東鐵成為該控股旗下公司[1][6][7][8]。而東鐵旗下的東鐵的士株式會社（日语：東鉄タクシー）和東鐵商事株式會社（日语：東鉄商事）也成為名鐵集團巴士控股旗下公司[6][7]。

## 巴士路線

### 高速路線
＊所有高速巴士路線均由可兒營業所管轄（馬籠線除外）
- 高速巴士路線不可以使用manaca等交通系IC卡（但是由名鐵巴士行走的櫻丘Heights至名古屋線則例外)

長距離路線
- 可兒·多治見 - 新宿線
  - 可兒車庫 - 可兒站 - 多治見站 - 中津川站⇔Busta新宿 - 東京站（日语：東京駅のバス乗り場）
    - 日間班次會以「中央Liner（日语：中央ライナー (高速バス)）可兒號」的名義營運，夜行班次會以「Dream可兒號」的名義營運
    - 與JR巴士關東聯營
    - 在2019年6月1日起，受JR巴士關東委托營運相關班次
    - 在2021年4月1日起開始駛入可兒站前，並延伸至東京站八重洲口（途經Busta新宿）

中·短距離路線
- 櫻丘Heights - 名古屋線
  - 可兒車庫 - 桂丘 - 皐丘 - 櫻丘 - 名鐵綠台（日语：名鉄多治見緑台） - 金岡町4丁目⇔桃花台（日语：桃花台バスストップ）⇔榮 - 名鐵巴士中心
    - 與名鐵巴士（日语：名鉄バス）聯營（由春日井營業所負責。名鐵巴士班次可使用manaca等IC卡支付車資）
    - 部分班次從桂丘三丁目出發或以桂丘一丁目作終站。
- 西可兒 - 名古屋線
  - 可兒車庫 - 可兒市政廳前 - 鳴子公園 - （小小世界（日语：リトルワールド）） - 入鹿池口⇔桃花台⇔榮 - 名鐵巴士中心
    - 從名古屋於上午出發的班次，以及從可兒於下午出發的班次均途經小小世界。
- 名古屋 - 馬籠·妻籠線（季節性行走）［多治見營業所］
  - 名鐵巴士中心⇔馬籠 - 妻籠
    - 從名古屋出發的班次到達馬籠後設有漫步時間（約2小時）。
    - 與名鐵巴士聯營
    - 東濃鐵道的班次會使用多治見營業所的一般租賃車輛行走
- 名古屋 - 土岐Premium Outlets（日语：土岐プレミアム・アウトレット）線（在星期六及假日，以及特價速銷期間的平日行走）
  - 名鐵巴士中心 - 桃花台 ⇔ 土岐Premium Outlets
    - 在2021年7月3日，名鐵巴士把路線轉讓給東鐵巴士[5]。
    - 此路線不停靠榮。

### 一般路線
◎的路線是地域之間的幹線系統，由國家、岐阜縣和自治體補貼營運。

#### 多治見站到發
粗體的區間是「200日圓巴士」（多治見市內平日日間車費優惠制度）的範圍。
「200日圓巴士」是在平日早上10時至下午4時期間的巴士班次中，當乘客在多治見市市內乘車時，最高車資定為200日圓的優惠制度。
- 名鐵綠台線[可兒營業所]

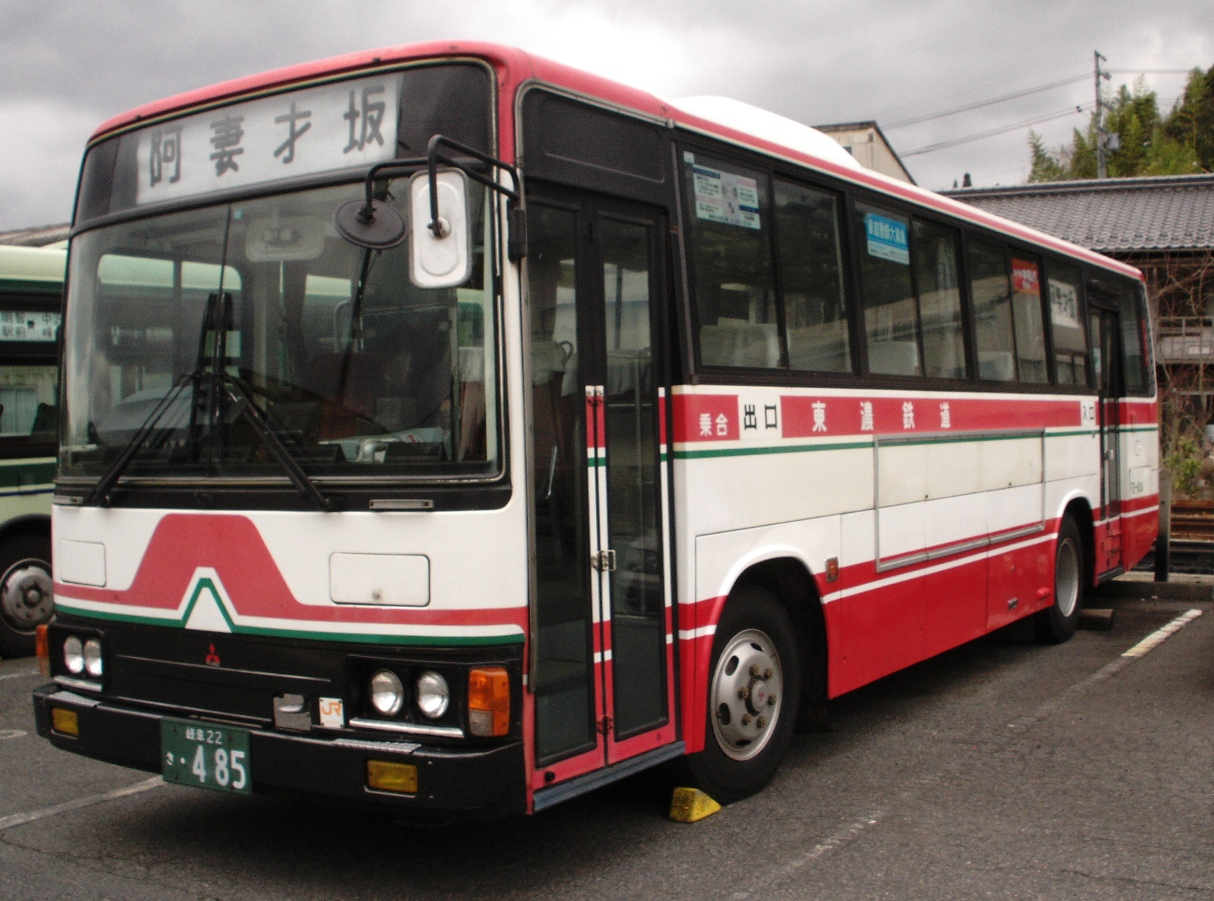
名鐵集團共用設計塗裝（明智站前）

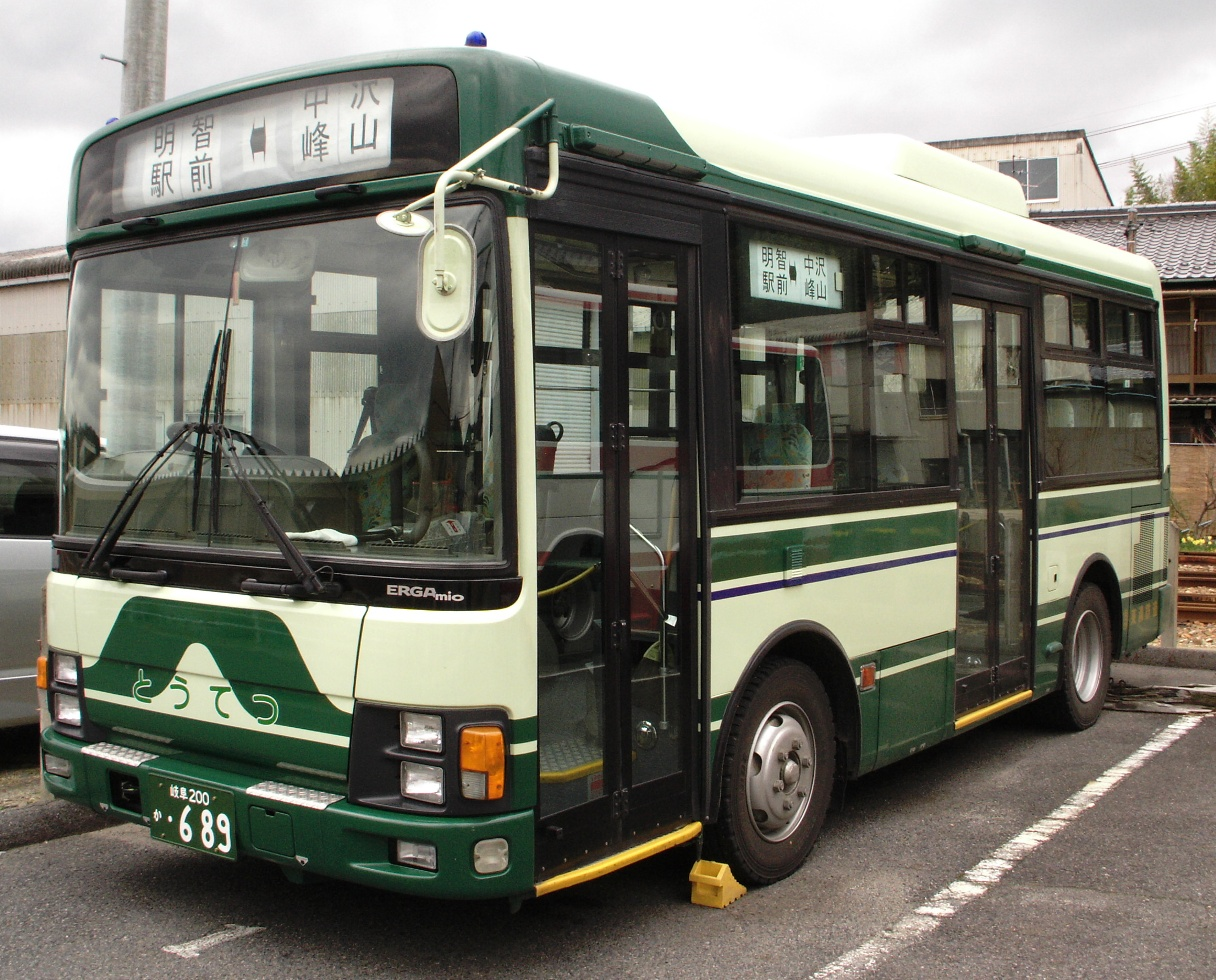
一般巴士路線的懷舊復古塗裝（明智站前）

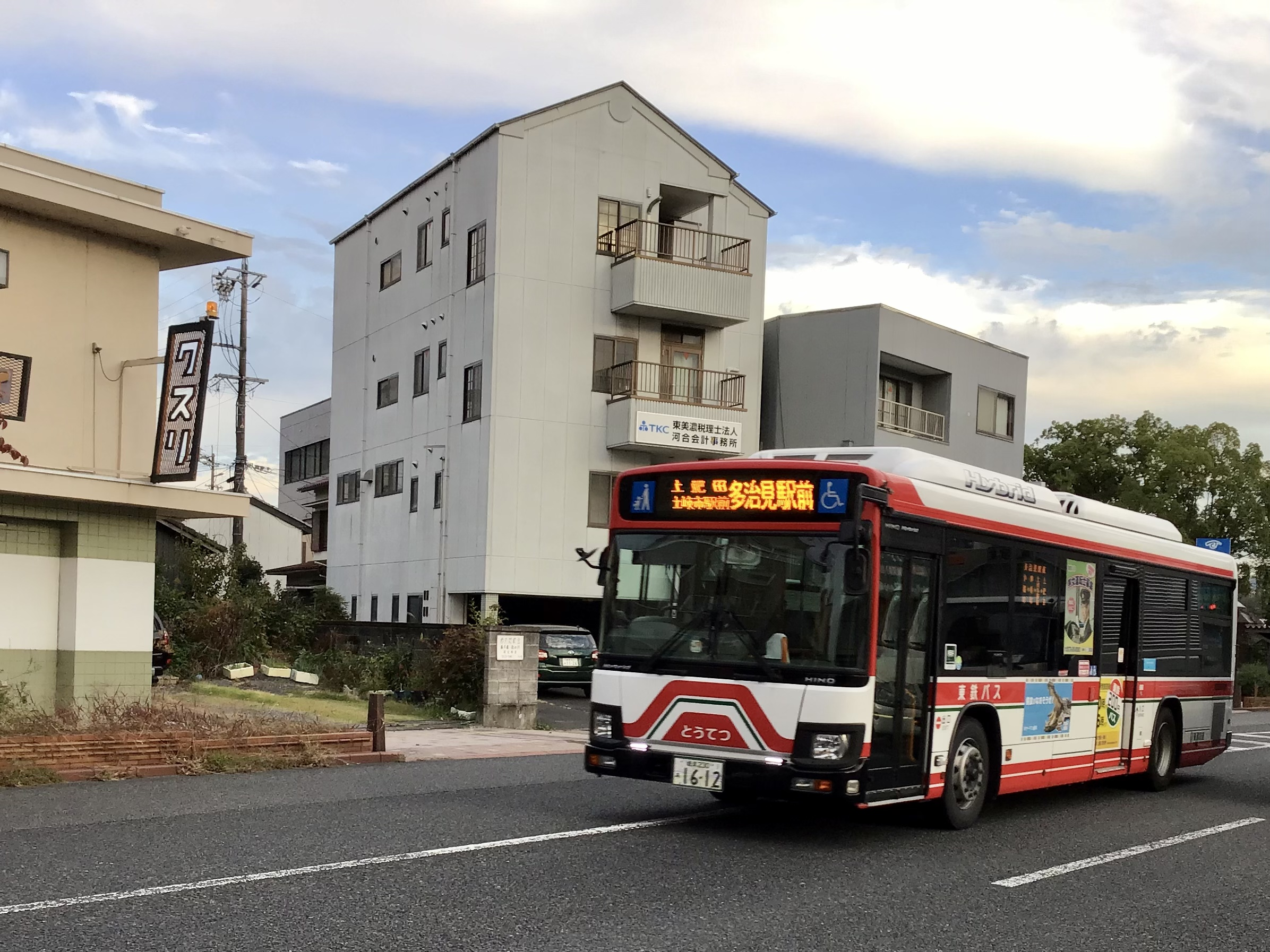
油電混合巴士（日野 藍帶混合動力）（多治見站前周邊）

  - 多治見站北口（日语：多治見駅北口バスのりば） - 名鐵綠台 - 明和團地 - 旭丘9丁目
- 櫻丘Heights線[可兒營業所]
  - 多治見站北口 - 光丘 - 櫻丘1丁目 - 皐丘9丁目·桂丘1丁目
  - 多治見站北口 - 名鐵綠台 - 櫻丘1丁目 - 皐丘9丁目·桂丘1丁目·可兒車庫

　　　在2024年6月1日起，只有部分班次行走桂丘～可兒車庫之間。
- 綠丘線[可兒營業所]
  - 多治見站北口 - 光丘 - 櫻丘1丁目 - 桂丘3丁目 ‐ 綠丘團地 ‐可兒站前
  - 櫻丘1丁目 - 桂丘3丁目 - 綠丘團地 - 可兒站前 - 可兒高校前（在非講課日只前往可兒站前）
- 小名田線（前：久久利線）[可兒營業所]
  - 多治見站北口 - 虎溪山口 - （東濃西部綜合廳舍（日语：東濃西部総合庁舎）前） - 小名田町 - 小名田小瀧
- 土岐＝多治見線[多治見營業所]
  - 多治見站前 - 小路町 - 東町 - 神明峠 - 土岐市站前
- 瑞浪＝東駄知＝多治見線[多治見營業所]
  - 多治見站前 - 綜合Ground（日语：多治見運動公園）口 - 下澤 - 小谷口 - 下石貢 - 東駄知 - 上山田 - 瑞浪站前　◎
  - 多治見站前 - 綜合Ground口 - 市鎮瀧呂中心 -  下石貢 - 東駄知　◎
  - 多治見站前 - 綜合Ground口 - 下澤 - 小谷口 - 下石貢 - 東駄知 - 堀越
  - 多治見駅前 - 綜合Ground口 - 市鎮瀧呂中心 - 下石貢　◎
- 妻木線[多治見營業所]
  - 多治見站前 - 綜合Ground口 - 下澤 - 小谷口 - 妻木上鄉
  - 多治見站前 - 綜合Ground口 - 市鎮瀧呂中心 - 妻木上鄉
  - 多治見站前 - 綜合Ground口 - 下澤 - 小谷口 - 紅陵高前 - 土岐紅陵高校
  - 多治見站前 - 綜合Ground口 - 市鎮瀧呂中心 - 紅陵高前 - 土岐紅陵高校
- 瀧呂台線[多治見營業所]
  - 多治見站前 - 綜合Ground口 - 市鎮瀧呂中心 - 瀧呂台 - 笠原車庫前　◎
- 學園都市線[多治見營業所]
  - 多治見站前 - 綜合Ground口 - 市鎮瀧呂中心 - 核聚變科學研究所（日语：核融合科学研究所）(NIFS) - 土岐Premium Outlets（日语：土岐プレミアム・アウトレット）　◎

　在繁忙時段，設有多治見站前至核聚變科學研究所之間的直行班次（在黃昏回程班次為上車先付車資）
- 笠原線[多治見營業所]
  - 多治見站前 - 大畑 - 瀧呂 - 笠原車庫前 - 馬賽克磁磚博物館 - 羽根·東草口　◎
  - 多治見站前 - 大畑 - 瀧呂 - 笠原車庫前 - 梅平團地
  - 多治見站前 - 大畑 - 瀧呂 - 笠原車庫前　◎
- 多治見西部線[多治見營業所]

在2024年4月1日時間表修正起，把既有的White Town線、下半田川線、縣醫院線、多治見＝AEON Mall土岐線和多治見市內線合併為多治見西部線。
- - 多治見站前→多治見White Town→白鳳台→天平台→桃山台→平安台→多治見White Town→多治見站前 （南北循環）
  - 多治見站前→多治見White Town→白鳳台→天平台→桃山台→平安台（南北循環）（只於平日黃昏繁忙時間行走（以平安台作終站））
  - 白鳳台→天平台→桃山台→平安台→多治見White Town→多治見站前（南北循環）（只於平日早上繁忙時間行走）
  - 桃山台→平安台→多治見White Town→多治見站前（北循環）（只於平日早上繁忙時間行走（從桃山台出發））

※在早上繁忙時間，白鳳台〜陶都大橋乘車的乘客於前門乘車並先付車資。
- - 白鳳台→天平台→桃山台→平安台→多治見White Town→陶都大橋→多治見站前→多治見服務中心→AEON Mall土岐
  - AEON Mall土岐→多治見服務中心→多治見站前→陶都大橋→多治見White Town→白鳳台→天平台→桃山台→平安台
  - 多治見站前→多治見市民醫院前→縣醫院→多治見White Town→ 白鳳台→天平台→桃山台→平安台→多治見White Town→多治見站前
  - 多治見站前→多治見市民醫院前→縣醫院→多治見White Town→ 白鳳台→天平台→桃山台→平安台→多治見White Town→縣醫院→多治見市民醫院前→多治見站前
  - 多治見站前 - 多治見市民醫院前 - 縣醫院 -　多治見White Town
  - 多治見站前 - TYK體育館（日语：多治見市総合体育館）前 - 市之倉 - 南市之倉 - 下半田川　◎

唯一跨縣縣界的一般巴士路線，該路線會駛入愛知縣瀨戶市。當時接替了於2002年廢除的JR東海巴士路線（瀨戶市站 - 瀨戶紀念橋 - 多治見站前之間）之部分區間。
- - 多治見站前 - 陶都大橋 -TYK體育館前 - 市之倉 - 下半田川
  - 多治見站前 - 多治見市民醫院前 - 縣醫院 - White Town - TYK體育館前 - 市之倉 - 下半田川
  - 多治見站前 - 陶都大橋 - White Town - TYK體育館前 - 市之倉 - 下半田川
  - 多治見站前 - 北高正門前 - 多治見服務中心 - AEON Mall土岐
  - 多治見站前 - 多治見服務中心 - AEON Mall土岐
  - 多治見站前 - 北高正門前 - 多治見服務中心
  - AEON Mall土岐→多治見站前【直行】

#### 土岐市站到發
- 東濃邊境高校線[多治見營業所]
  - 土岐市站前 - 大富 - 河合 - 特別支援學校（日语：岐阜県立東濃特別支援学校）前 - 東濃邊境高校（日语：岐阜県立東濃フロンティア高等学校）
  - 特別支援學校前→河合→大富→土岐市站前

- 土岐西部丘陵線[多治見營業所]
  - 土岐市站前 - 土岐市政廳前（日语：土岐市役所） - 上田 - Terrace Gate土岐（日语：テラスゲート土岐） - 土岐Premium Outlets（日语：土岐プレミアム・アウトレット） - AEON Mall土岐（日语：イオンモール土岐）
    - 「土岐Premium Outlets」~「AEON Mall土岐」之間的區間於2022年10月4日起開始行走

  - 在2021年10月1日起，路線名從土岐Plasma Research Park線改名為土岐Premium Outlets線
  - 在2022年10月1日起，路線名從土岐Premium Outlets線改名為土岐西部丘陵線
  - 在2022年9月30日前，土岐Premium Outlets線只於星期六、日及假日行走

- 土岐=下石=東駄知線[多治見營業所]
  - 土岐市站前 - 土岐市政廳前 - (土岐綜合醫院（日语：土岐市立総合病院）前) - 下石 - （Welfare土岐） - 山神溫泉前（日语：山神温泉） - 東駄知
  - 土岐市站前 - 土岐市政廳前 - (土岐綜合醫院（日语：土岐市立総合病院）前) - 下石 - （Welfare土岐） - 紅陵高前 -　土岐紅陵高校

- 土岐=妻木線[多治見營業所]
  - 土岐市站前 - 土岐市政廳前 - 土岐綜合醫院前 - 下石 - 妻木上鄉
- 土岐=笠原線[多治見營業所]
  - 土岐市站前 - 土岐市政廳前 - 醫院口（日语：土岐市立総合病院） - 下石 - 昭和農園前 - 小谷 - 笠原 - 笠原車庫前
- 肥田線[多治見營業所]
  - 土岐市站前→高山→上肥田→東駄知→旭丘北
  - 旭丘南→東駄知→上肥田→高山→土岐市站前

#### 瑞浪站到發
- 瑞浪=東駄知=多治見線[多治見營業所]
  - 多治見站前 - 綜合Ground（日语：多治見運動公園）口 - 下澤 - 小谷口 - 下石貢 - 東駄知 - 上山田 - 瑞浪站前　◎

- 明智線[多治見營業所]
  - 瑞浪站前 - 稻津公民館前 - 川折 - 大川 - 陶町口 - 吹越 - 明智站前　◎
  - 陶小學校前 - 吹越 - 明智站前

#### 西可兒站到發
- 帷子線[可兒營業所]
  - 西可兒站 - 愛岐丘 - 南帷子小學 - 光陽台（循環線）
  - 光陽台二丁目→南帷子小學→愛岐丘→西可兒站
  - 西可兒站→愛岐丘→光陽台三丁目
  - 西可兒站 - 長坂三丁目 - 長坂八丁目
  - 西可兒站 - 帷子 - 菅刈 - 鳩吹台 - 綠

#### 可兒站·美濃太田站到發
- 岐阜世界玫瑰花園線（2021年10月9日起，路線名稱從花Fiesta公園線改為岐阜世界玫瑰花園線）
  - 可兒站前 - 可兒市政廳前（日语：可児市役所） - （直達） - 岐阜世界玫瑰花園（日语：ぎふワールド・ローズガーデン）
  - 可兒站前 - 可兒市政廳前 - 羽生丘 - 岐阜世界玫瑰花園
    - 在2015年4月6日起變為季節性行走（在每年4月第二個星期六至6月第四個星期日的星期六及假日）
- 綠丘線[可兒營業所]
  - 多治見站北口 - 櫻丘1丁目 - 桂丘3丁目 ‐ 綠丘團地 ‐可兒站前
  - 可兒高校（日语：岐阜県立可児高校）前 - 可兒站前 - 櫻丘1丁目
- 八百津線[可兒營業所]
  - 可兒站前 - 可兒川合 - 可茂特別支援學校（日语：岐阜県立可茂特別支援学校）前
  - 中部國際醫療中心（日语：中部国際医療センター） - 美濃太田站 - 可茂特別支援學校前 - 牧野 - 和知 - 八百津家庭中心（日语：八百津町ファミリーセンター）前·八百津高校（日语：岐阜県立八百津高等学校）前　◎

#### 惠那站到發
- 惠那峽線[惠那營業所]
  - 惠那站前 - 土土根 - 惠那峽（日语：恵那峡）（循環線）
- 大井町西線[惠那營業所]
  - 惠那站前 - 公園口 - 新岡瀨澤 - 東鐵惠那車庫
    - 2021年4月1日開始營運
- 大井町東線[惠那營業所]
  - 惠那站前 - 雀子根 - 東鐵惠那車庫
    - 2021年4月1日開始營運

### 主要已廢除路線
- 名多線（名鐵巴士中心～多治見站前）（與名鐵巴士（日语：名鉄バス）聯營）：1995年取消
- 小原線（陶町口 - 小原中部小學（日语：豊田市立小原中部小学校））：1997年4月取消
- 小渡=小田子線（明智站前 - 小渡（日语：小渡町））：1997年4月取消
- 清水丘線（可兒站前 - 清水丘 - 西可兒站前）：2000年9月30日取消
- 美濃太田=御嵩線·美濃燒團地線（美濃太田站 - 日本萊茵今渡站前 - 御嵩站前 - 鬼岩公園（日语：鬼岩公園）前 - 土岐市站前）：2000年9月30日取消。前鬼岩公園線。
- 泉丘線（土岐市站前 - 久久利大平）：2000年9月30日廃止
- 廣見線（可兒站前 - 日本萊茵今渡站前 - 美濃太田站）: 2006年9月30日取消
- 旭丘＝小泉線（部分路段被廢除）（北丘團地 - 旭丘十丁目）：2009年4月4日取消
- 可兒車庫線（可兒站前 - 可兒市政廳前 - 可兒車庫）：2009年4月4日取消
- 瑞浪＝駄知＝多治見線（部分路段被廢除）（瑞浪站前 - 上山田 - 駄知 - 下石 - 綜合醫院前）：2009年4月4日取消
- 北山線（八百津家庭中心前 - 北山 - 久田見）：2014年10月1日取消
- 瑞浪=土岐線（土岐綜合醫院前 - 土岐市站前 - 瑞浪站前）：2015年4月5日取消
- 旭丘＝小泉線（部分路段被廢除）（縣醫院 - 小泉町八丁目 - 北丘團地）：2015年4月5日取消
- 久久利線（可兒站前 - 久久利 - 小名田小瀧·久久利大平）：2015年9月30日取消
- 可兒市政廳前 - 名古屋線（可兒車庫前 - 可兒市政廳前 - 清水丘 - 光丘 - 名鐵巴士中心）：2018年3月31日取消
- 笠原線（部分路段被廢除）（羽根 - 柿野溫泉（日语：柿野温泉）前 - 曾木（日语：曽木村）中切）：2018年3月31日取消
- Ground循環線（多治見站前 - 多治見綜合Ground（日语：多治見運動公園）口 - 多治見站前）：2019年3月31日取消
- 市之倉Heights線（多治見站前 - 陶都大橋·多治見市民醫院前 - 市之倉Heights）：2020年3月31日取消
- 旭丘循環線（多治見站北口 - 西高（日语：多治見西高等学校・附属中学校）前 - 大森口 - 旭丘十丁目 - 明和團地 - 名鐵綠台（日语：名鉄多治見緑台） - 多治見站北口）（多治見站北口 - 名鐵綠台（日语：名鉄多治見緑台） - 明和團地 - 旭丘十丁目 - 大森口 - 西高（日语：多治見西高等学校・附属中学校）前 - 多治見站北口）：2020年3月31日取消
- 中津川線（惠那站前〜三坂〜坂本站前〜三菱工場前〜中津川站前）(惠那站前〜三坂〜坂本站前〜中津川市民醫院前）（惠那站前〜東岡瀨澤）：2021年3月31日取消
- 蛭川線（惠那站前〜(惠那峽)〜蛭川和田）：2021年3月31日取消
- 八百津線（部分路段被廢除）（可兒站前〜可兒川合〜牧野〜和知〜八百津家庭中心）（前往加茂特別支援學校的班次繼續營運，於美濃太田站到發的班次繼續營運）：2021年3月31日取消

### 委托營運路線
曾經由東濃鐵道營運的巴士路線在廢除後，便由自治體接辦路線（社區巴士），並再次委托東濃鐵道安排巴士服務。另外也有部分路線來自名鐵巴士春日井營業所和一宮營業所。
- 多治見市自主運行巴士（日语：多治見市自主運行バス）（多治見市）
- 桔梗巴士（日语：ききょうバス）（多治見市）
- 土岐市民巴士（日语：土岐市民バス）（土岐市）
- YAO巴士（日语：YAOバス）（可兒市、八百津町、御嵩町）
- 惠那市自主運行巴士（日语：恵那市自主運行バス）（惠那市）
- 皐月巴士（日语：可児市コミュニティバス）（可兒市）
- 御嵩町親睦巴士（日语：ふれあいバス (御嵩町)）（御嵩町）
- 名鐵巴士春日井市民醫院線（春日井營業所）、東野線（春日井營業所）、岩倉線（一宮營業所）

#### 過去曾經受委托運行
- 八百津町社區巴士「802」（日语：コミュニティバス802）（八百津町）

## 營業所
只有小牧所屬車的車牌是來自尾張小牧，其餘營業所的車輛車牌均來自岐阜。小牧營業所只管轄名鐵巴士春日井營業所內的部分班次，以及岩倉站 - 小牧站、岩倉站 - 間內站之間所有班次。
- 多治見營業所（多治見市笠原町，舊笠原站，舊名：笠原営業所）：主要管轄多治見市、土岐市、瑞浪市、惠那市（只限明智線）的巴士路線。以及被委托的桔梗巴士、多治見市自主運行巴士和土岐市民巴士。
  - 三之倉車庫（多治見市三之倉町）：多治見市自主運行巴士 諏訪線的巴士常駐該處。
  - 明智車庫（惠那市明智町站前町）：主要有明智線的巴士常駐
- 惠那營業所（惠那市大井町)：主要管轄惠那市的巴士路線和專那市自主運行巴士。
  - 中野方車庫（惠那市中野方町）：主要有惠那市自主運行巴士中野方線的巴士常駐
- 可兒營業所（可兒市石井）：主要管轄多治見市（只限多治見站北口到發班次）、可兒市、御嵩町和美濃加茂市的巴士路線。以及被委托的可兒市、八百津町和御嵩町的自主運行巴士。
  - 大宮車庫（八百津町八百津）：主要有八百津町內和美濃加茂市內行走的巴士常駐。
- 東鐵觀光巴士中心小牧營業所（愛知縣小牧市大草)：主要管轄岩倉·小牧線【61】岩倉站東口 - 櫻井 - 小牧站，【63】岩倉站東口 - 小牧市民醫院 - 小牧站、【65】岩倉站東口 - 小牧市政廳 - 小牧站、【62】岩倉站東口 - 櫻井 - 住友理工前，以及間內·岩倉線【69】岩倉站東口 - 間內站，這些名鐵巴士春日井營業所委托營運路線。

## 巴士車輛
由於東鐵巴士是名鐵集團旗下公司，因此擁有許多三菱扶桑巴士。由於東鐵巴士較遲成為名鐵旗下公司，因此保留了公司的獨特性，使東鐵巴士也引入了一些UD卡車（前：日產柴油）製造的巴士。
另外，富士重工業在2003年3月退出巴士車身製造業務之際，該公司最後生產的巴士是2架東鐵觀光巴士（日產柴油Space Arrow）。東鐵向富士重工業表示希望能繼續組裝車輛，但是富士重工業沒有改變撤退的意向。當時東鐵向富士重工業購入最後一批生產的車輛，以便能夠繼續在下一年度預定繼續購入新車。後來，直至UD卡車退出製造和銷售巴士前，巴士車身都是由西日本車體工業（西工）製造。現時一般巴士和租賃巴士都是由三菱或日野（J-BUS）製造。
近年，東鐵向母公司名鐵巴士購入了一般巴士。在購入後，巴士車身塗裝沒有改變，只是把原有的車隊編號車、營業所標記和「名鐵巴士」字樣被削去，然後貼上了綠色（東鐵）的文字。這些巴士主要駐守在惠那營業所和可兒營業所。車種包括Aero Star、Aero Midi和日野Rainbow。
一般巴士路線車身塗裝方面，由於公司是在名鐵旗下，因此顏色方面使用了名鐵集團顏色（紅+白），但是另外於車窗下方加上了綠色帶以彰顯了公司獨特性。在近年由於不再強制把巴士塗裝統一，因此新車購入時的塗裝使用了綠色系，另一方面，觀光巴士的塗裝也使用了新的設計。另外在2013年，為了紀念東鐵成立70周年，便出現了復刻牌塗裝，該塗裝彷照引擎蓋巴士時代的設計。並引入了三架三菱扶桑Aero Star作為紀念車輛。車內的座位顏色也是使用當年的綠色。車牌號碼方面，兩架的巴士車牌均申請了希望編號制度，選擇了與當時引擎蓋巴士車牌相同的「590」和「591」號。另外一架的車牌由於原因不明，並沒有申請希望編號制度，便被編配為「1673」。從當時起，便出現了少量的復刻塗裝巴士。
觀光·高速巴士車輛方面，車身設計是以白色作為底色，配以名鐵的紅色和東鐵的綠色，車身貼上了花鳥圖案，這看起來雖然是名鐵集團的一份子，但是仍保留了東鐵的獨特性。另外，前北惠那交通車輛的塗裝也保留在北惠那交通時代。東濃鐵道本身只有大型租賃巴士（日野S'elega、三菱扶桑Aero Bus），而中型租賃巴士則由東鐵的士擁有。
另外在觀光巴士車輛方面，每架車輛都有它們的名字。在一般租賃巴士中，日野S'elega（載客量53人）的名稱為「Super Coach H53」，日野S'elega（載客量60人）的名稱為「Super Coach H60」，三菱扶桑 Aero Ace（載客量53人）的名稱為「Super Coach M53」。另外還有一些載客量較少，配備了腳凳等設備的租賃巴士，包括三菱扶桑 Aero Ace（載客量44人）「ComfortSS 44」和新款Aero Ace（通稱：令和面）「Elegant Saloon」。也有一款高級款式的租賃巴士，該車型為三菱扶桑 Aero Queen（載客量36人）「Executive V1 36」。

## 鐵路業務
東濃鐵道已退出鐵路業務。參見東濃鐵道笠原線和東濃鐵道駄知線。

## 集團公司
- 東鐵商事株式會社 - 1962年5月21日成立。經營惠那峽遊覽船和流通產業（石油銷售等）等業務[10]
- 東鐵的士株式會社（日语：東鉄タクシー）（多治見市） - 1973年4月11日成立，一般乘用旅客自動車運送事業。
- 坂下的士株式會社（愛知縣春日井市） - 1959年6月26日成立，一般乘用旅客自動車運送事業。

過去集團公司
- 東鐵觀光株式會社（多治見市） - 旅行業，1967年4月1日成立。
  - 使用東濃鐵道的租賃巴士舉行「東鐵Green Tour」國內旅行團。在東濃鐵道營業範圍內，於主要車站附近設有6間商店。同時在東鐵營業所內也會販賣相關商品。在2020年10月1日與東濃鐵道合併。

## 注腳
1. 1 2 3  企業情報 - 会社概要（日語） 東鐵巴士，2023年3月24日參閱
2. ↑  《東鉄だより》1961年2月號，東濃鐵道
3. ↑  .   [2024-07-16]. （原始内容存档于2024-08-09）.
4. ↑  平成8年度末で愛知県旭・小原地区から東濃鉄道撤退。 （页面存档备份，存于）2020年11月22日參閱
5. 1 2  . 東濃鐵道.   [2021-6-29]. （原始内容存档于2021-08-04） （日语）.
6. 1 2  名鉄グループバスホールディングス - 会社概要 （页面存档备份，存于） 名鐵集團巴士控股，2023年3月24日參閱
7. 1 2  会社分割（簡易新設分割）による中間持株会社設立に関するお知らせ （页面存档备份，存于） 名古屋鐵道，2022年5月11日，2023年3月24日參閱
8. ↑  . 日本經濟新聞電子版 (日本經濟新聞社). 2022-05-11  [2023-03-24]. （原始内容存档于2023-03-24） （日语）.
9. ↑   （页面存档备份，存于）「地域間幹線系統確保維持費補助金受給路線について」
10. ↑  会社案内 （页面存档备份，存于）（日語） 東鐵商事株式會社，2023年3月24日參閱

## 外部連結
- 東濃鐵道株式會社（東鐵巴士）（日語） - 官網